# GSC9004-3118
GSC9004-3118 — хімічно пекулярна зоря спектрального класу
Зорі спектрального класу й має видиму зоряну величину в смузі V приблизно 10,3.